# Пелотас
Пелотас (порт. Pelotas) град је у Бразилу у савезној држави Рио Гранде до Сул. Према процени из 2007. у граду је живело 339.934 становника.

## Становништво
Према процени из 2007. у граду је живело 339.934 становника.
| 1991.   | 2000.   |
| ------- | ------- |
| 291,100 | 323,158 |